# Hotelul Londra din Chișinău
Hotelul Londra a fost una dintre cele mai faimoase clădiri din Basarabia în perioada interbelică și postbelică, situată la intersecția străzilor Alexandru Pușkin și Mitropolit Varlaam din Chișinău. Denumirea inițială a hotelului a fost „Hotelul Victoria”, însă după mai multe transformări și reconstrucții, acesta a devenit cunoscut sub numele de „Hotelul Londra”. De-a lungul timpului, clădirea a avut un rol semnificativ în viața culturală, socială și politică a orașului, fiind distrusă ulterior în timpul celui de-Al Doilea Război Mondial.

## Istorie
La sfârșitul anilor 1880, la intersecția străzilor Pușkin și Mitropolit Varlaam, se afla casa lui Gherș Șilkrot, care a transformat clădirea într-un hotel. Pe măsură ce Chișinăul devenea un punct de interes pentru politicieni, oameni de cultură și afaceri, activitatea hotelieră înflorea, iar afacerea lui Șilkrot a prosperat rapid.
În 1897, Gherș Șilkrot a solicitat Administrației Orășenești permisiunea de a electrifica hotelul, iar în 1899 hotelul a devenit unul dintre primele electrificate din Chișinău. De asemenea, au fost realizate modificări structurale importante: bucătăria a fost relocată la parterul blocului central, iar hotelul a fost dotat cu o linie telegrafică. După aceste modernizări, în 1901, hotelul a fost clasificat ca fiind de categoria I, conform standardelor vremii. Cu toate acestea, în 1906, din cauza unei datorii de 2.300 de ruble, hotelul a fost retrogradat la categoria a II-a.
La începutul lunii iulie 1941, clădirea a fost aruncată în aer de către un comando al NKVD-ului sovietic, pentru a împiedica utilizarea sa de către trupele inamice. După război, în 1946, arhitectul Alexei Șciusev a reproiectat zona și a construit în locul fostului hotel un bloc locativ, căruia i-a adăugat un etaj suplimentar.

## Personalități marcante și evenimente istorice

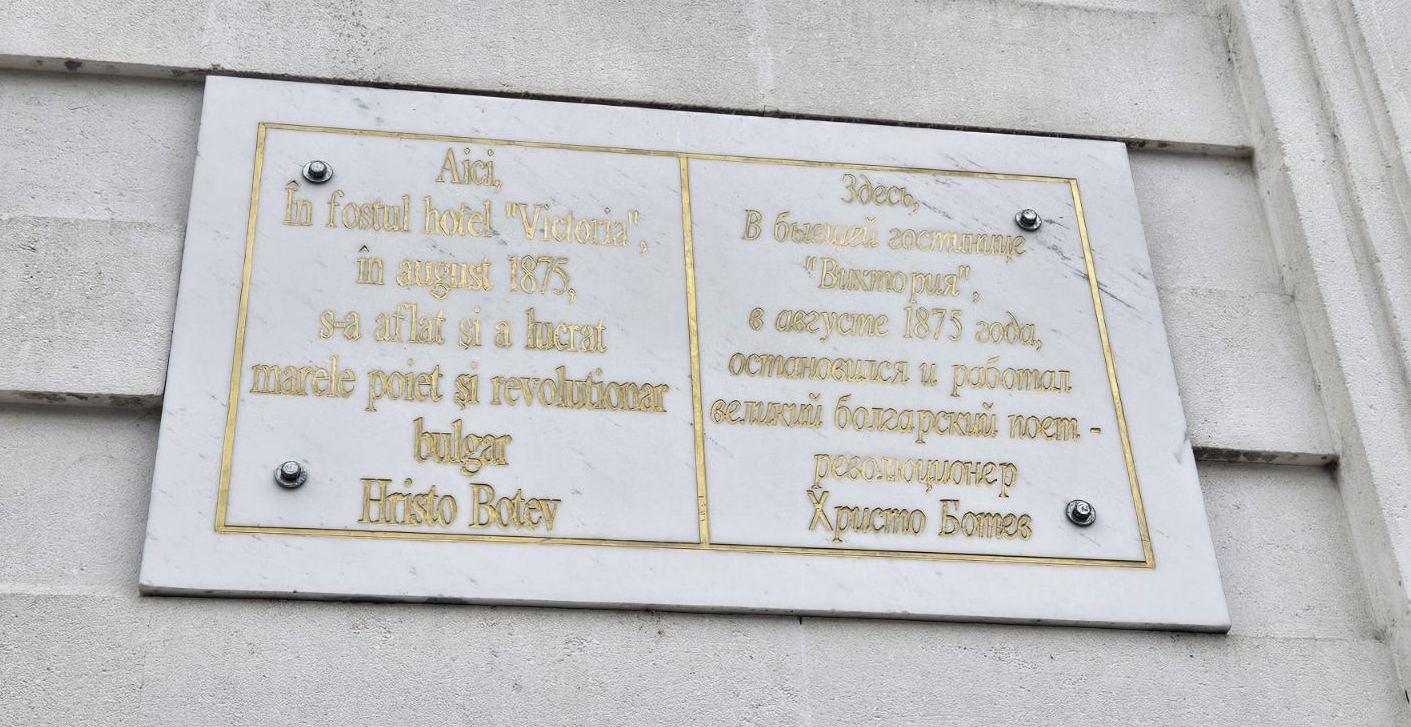
Placă memorială amplasată pe clădire, 2024

Hotelul a găzduit de-a lungul timpului personalități remarcabile, devenind un simbol al culturii și istoriei Chișinăului:
- În 1875, poetul revoluționar Hristo Botev a fost cazat aici înainte de a pleca în Războiul de Independență al Bulgariei (1877-1878).
- În 1914, poetul futurist Vladimir Maiakovski și confrații săi au petrecut o noapte la hotel.
- Constantin Stere a scris aici, în 1906, celebra recenzie „Cântarea pătimirii noastre”, publicată ulterior în revista Viața Românească.
- În timpul Revoluției din 1917, hotelul a devenit sediul statului-major condus de Ilie Cătărău.

## Declarație ca monument istoric și protecție
În august 1975, clădirea a fost declarată monument istoric, fiind recunoscută pentru contribuțiile sale culturale și sociale. În 1983, printr-o hotărâre a Sovietului Suprem al Chișinăului, terenul aferent fostului Hotel Londra, cu o suprafață de 0,18 hectare, a fost declarat zonă de protecție a monumentului. Astfel, conform Legii 1530/1993, statut de monument îl au clădirea, terenul clădirii, subsolul și zona de protecție.

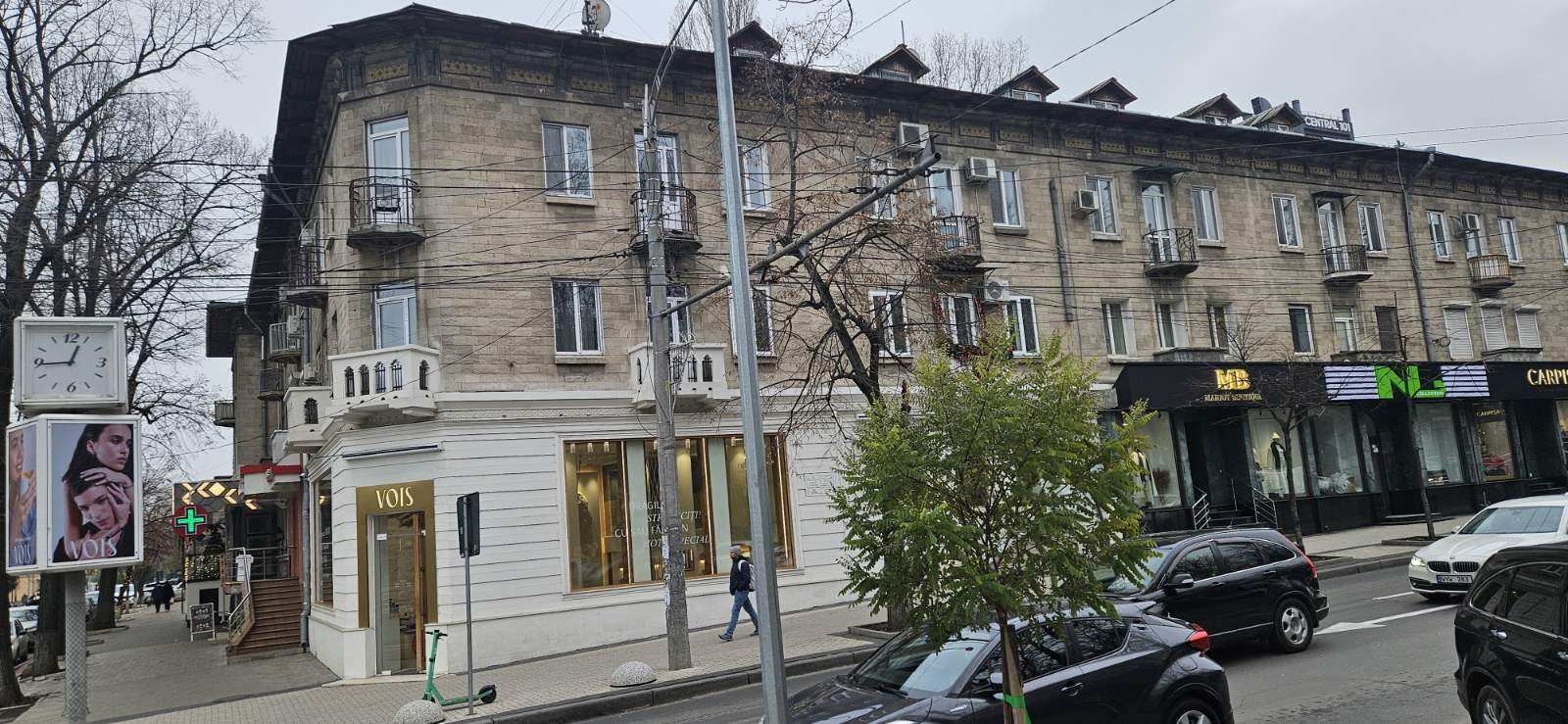
Clădirea fostului Hotel Londra, 2024

## Starea actuală

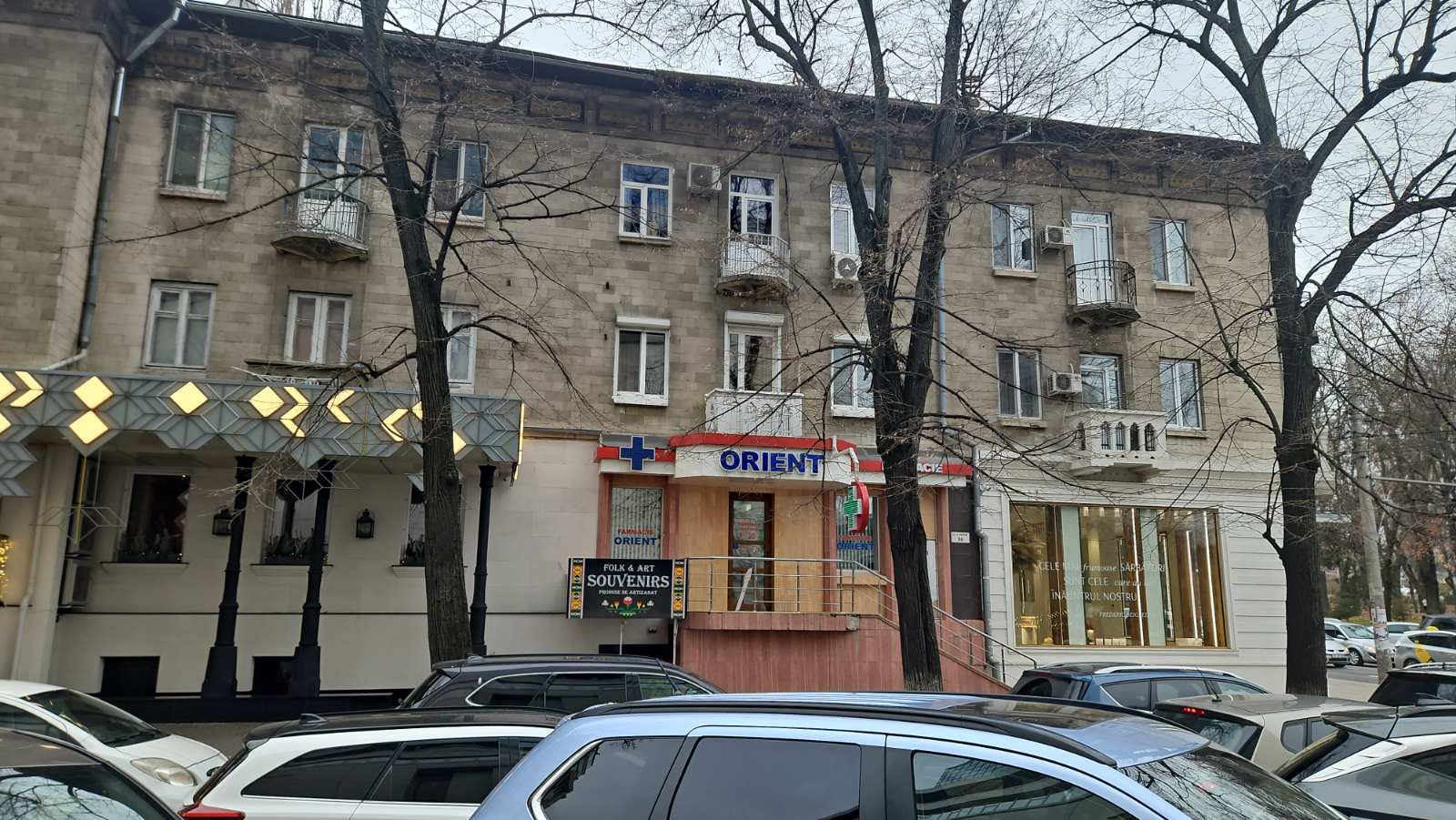
Clădirea fostului Hotel Londra, 2024

Clădirea este parte componentă a Nucleului Istoric Chișinău, monument de categorie națională, nr. 308 în Registrul Monumentelor Republicii Moldova. Toate intervențiile asupra ei necesita avizul pozitiv al Consiliului Național al Monumentelor Istorice de pe lângă Ministerul Culturii.